# Elisa Gasparin
Elisa Gasparin, född 2 december 1991 i Samedan, är en schweizisk skidskytt som debuterade i världscupen i mars 2010. Hennes första pallplats i världscupen kom när hon ingick i det schweiziska lag som blev tvåa i mixstafett den 2 december 2018 i Pokljuka i Slovenien.
Gasparin deltog vid olympiska vinterspelen 2014 och 2018. Hon är syster till skidskyttarna Selina Gasparin och Aita Gasparin.